# 国产金丝雀
国产金丝雀是一款由马来西亚第二国产车私人有限公司生產的四座次紧凑型车或超迷你型车。 Kenari基於第一代和第二代大發Move輕型車，但由1.0cc DOHC發動機提供動力。Kenari在马来语中意为“金絲雀”。

## 历史
Perodua Kenari於2000年推出，具有三種型號：標準（EX）（5速手動），豪華（GX）（5速手動）和EZ（4速自動）。
2003年4月，推出了改款模型。這些變化包括新的前大燈，新的前格柵和全新的14“鋁合金輪轂設計，這些設計成為GX，EZ，EZ Special（EZS）和GX Aero四款車型的標準配置。只有在Mistik Red中才可以使用，它是由側裙，不同的擾流板以及不同的後部照明單元組成的車身套件。GX Aero的內部在中央儀表板控制台表面上進行了“立方體”打印。
2003年9月，Perodua Kenari的混合動力版被展示，但它沒有投入生產。原型機使用一台659cc的汽油發動機，其功率為30千瓦/ 41馬力，扭矩為57牛米，外加一台電動機，可產生18千瓦/ 25馬力的功率和100牛米的扭矩 。
GX Aero車型在改款時引入了全新的裙邊，不同設計的儀表板，擾流板和高安裝後組合燈
2006年11月，Perodua Kenari RS被引入。
kenari的銷售在2009年停止了，沒有替代型號。

## 型號

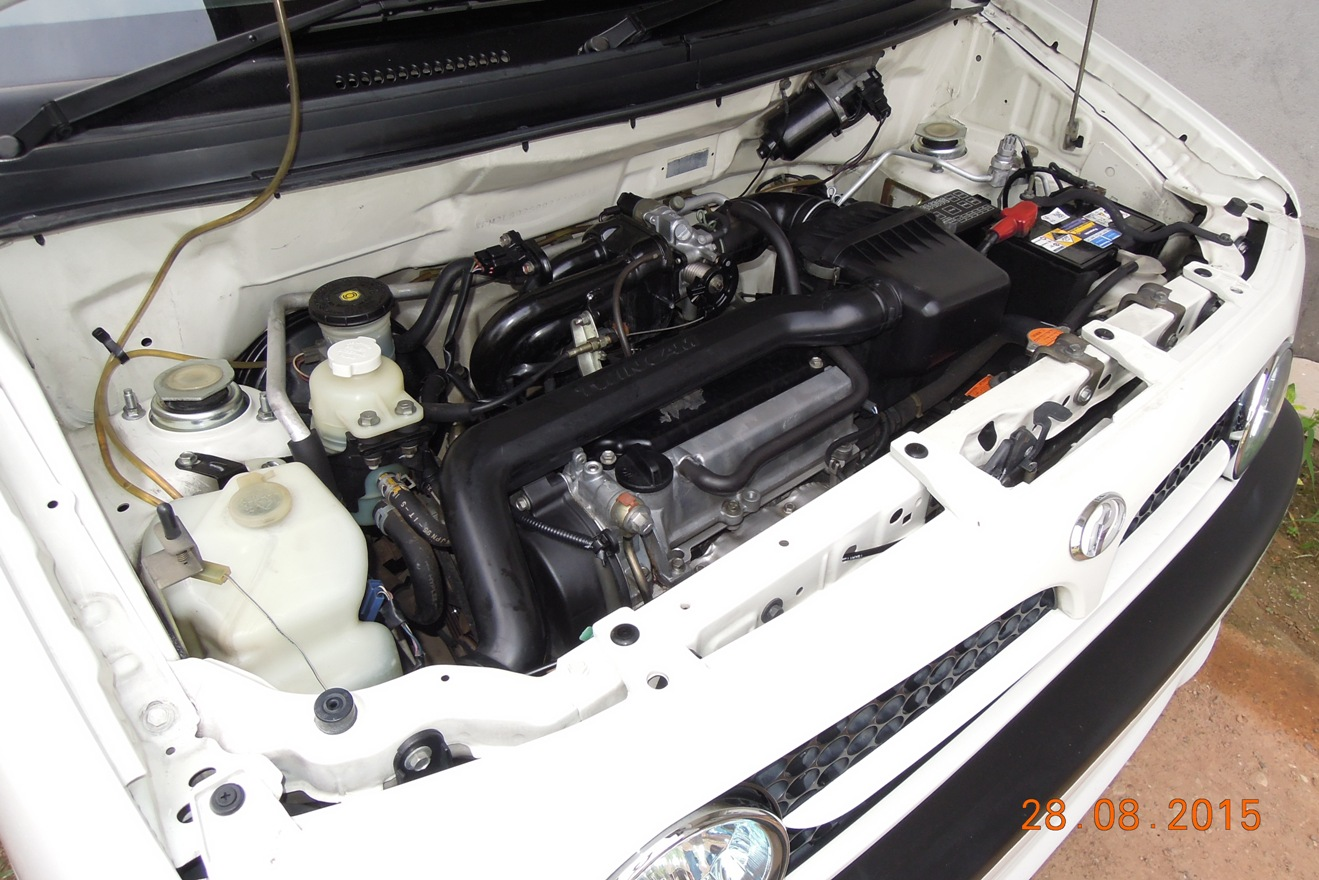
发动机舱

1.0L
| 型號    | 等級      | 變速箱       |
| ------- | --------- | ------------ |
| Ex      | Standard  | 手排擋       |
| Ez      | DOCH      | 手排／自動檔 |
| Ez Aero | Aerosport | 手排／自動檔 |

## 規格
- 发动机= 989cc EJ-DE DOHC I3
- 最大功率= 54.31马力/ 5200转
- 最大扭矩= 88.00Nm。/ 3200 rpm
- 最高时速= 155km / H
- 0-60 MPH（0-96km / H）= 12.3s
- 0-100公里/小时= 12.5秒
- 燃油效率= 4.8l / 100km（恒定80km / H驾驶）

## 出口

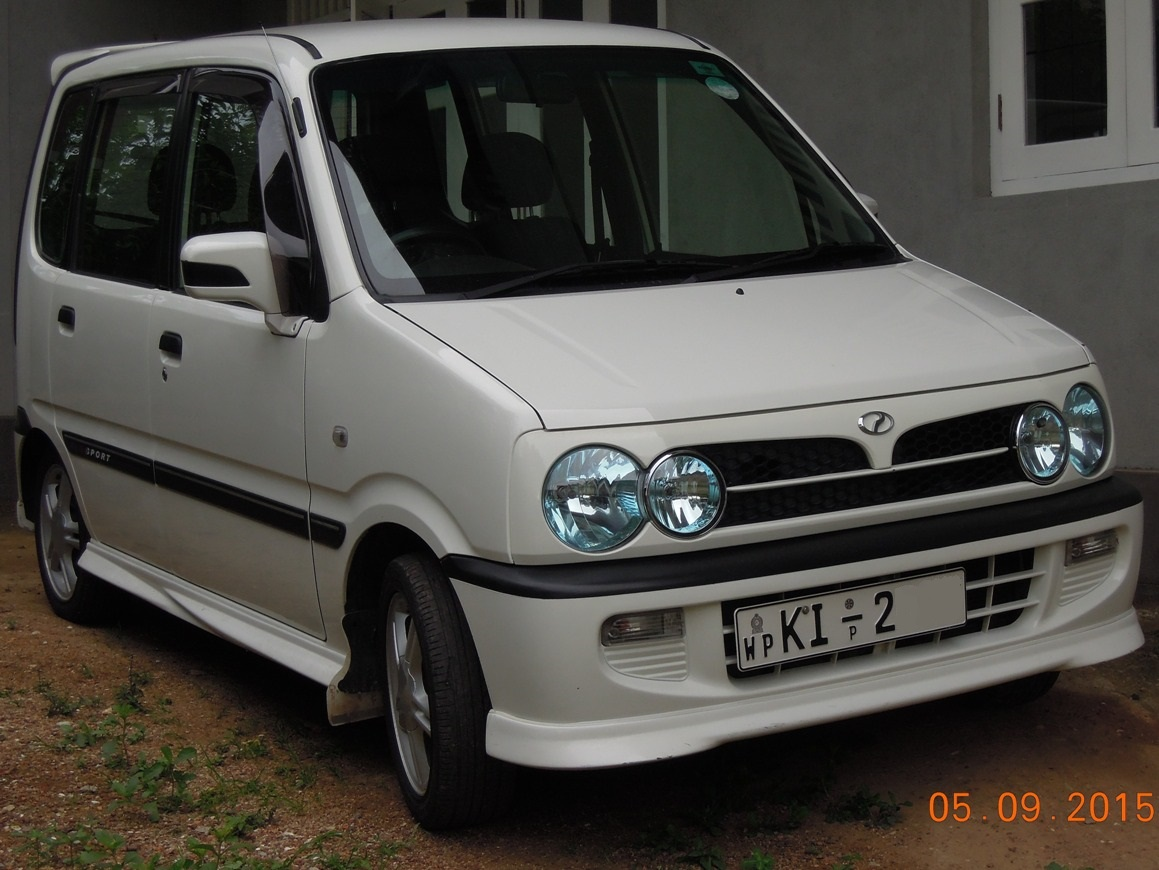
斯里蘭卡版的Kenari

由於此車款只有右駕版本，所以此車通常會出口到東南亞的右駕國家（例如印尼、印度、泰國、斯里蘭卡），甚至遠銷至英國。
金絲雀以两种方式出口到英国：GX和EZ。